# Sendmail
Sendmail est un serveur de messagerie électronique dont le code source est ouvert. Il se charge de la livraison et de l'envoi de courriers électroniques (courriels).
Descendant du logiciel ARPANET Delivermail, Sendmail est un programme très flexible supportant un large éventail de moyens de transfert et de livraison de courriers électroniques, incluant le populaire SMTP. La première version de Sendmail a été écrite au début des années 1980 par Eric Allman (université de Californie à Berkeley), qui avait également écrit Delivermail.
Sendmail est très critiqué pour sa lenteur, sa complexité et sa maintenance difficile en comparaison d'autres Mail Transfer Agents (MTA) tels que Qmail et Postfix. Toutefois, il est longtemps resté le MTA le plus populaire sur Internet, ce qui est certainement dû à sa mise en œuvre par défaut dans les différentes variantes d'Unix – à titre d'exemple, Sendmail a été présent dans Mac OS X avec les versions 10.0 à 10.3.
Dans une étude datée de janvier 2007 O'Reilly estime que 12,3 % des serveurs de messagerie accessibles publiquement utilisent Sendmail alors qu'E-Soft estime ce nombre à 4,85 %, dans une étude publiée en juin 2017, le plaçant en 3e place des MTA les plus utilisés dans le monde, derrière Exim et Postfix.
Une porte dérobée (en anglais, backdoor) utilisée pour le débogage du logiciel a été une des causes de la prolifération d'un des premiers vers informatiques, le ver Morris, en novembre 1988.
La société Proofpoint acquiert Sendmail, Inc. (en) le 1er octobre 2013,.

## Configuration
Il existe quatre moyens de configurer Sendmail :
- soit directement en modifiant le fichier sendmail.cf à l'aide d'un simple éditeur de texte ;
- soit en utilisant l'ensemble de macros M4 écrites par les développeurs de Sendmail ;
- soit en utilisant le kit Jussieu[8] ;
- soit en utilisant l'interface de Webmin[9].

## Interfaçage
Sendmail permet la programmation de filtres de tout type au travers d'une interface particulière du nom de milter. Cette interface n'est pas accessible directement et doit donc avoir été spécifiée lors de la compilation de Sendmail. Cette interface invoque différentes fonctions en langage C à redéfinir dans le filtre. Les fonctions définies par le filtre sont ensuite appelées au cours du traitement du courriel par Sendmail, et ce à diverses étapes clés comme la lecture de l'en-tête ou du corps du message ce qui permet ainsi de modifier ces derniers avant d'envoyer le courriel vers l'extérieur ou vers la boîte finale.

Divers logiciels font usage de cette interface :
- (en) milter.org : le site officiel regroupant les logiciels les plus significatifs utilisant cette interface ;
- (en) Bogom : une interface milter pour le filtre de spam bogofilter ;
- (en) Clamav peut être compilé avec le support milter ;
- (en) Sendmail::Milter : une interface en Perl permettant de créer des filtres ;
- (en) MimeDefang : une autre interface en Perl.